# 1988-as Ázsia-kupa
Az 1988-as Ázsia-kupa volt a kilencedik kontinentális labdarúgótorna az Ázsia-kupa történetében. A zárókört Katarban rendezték 1988. december 2. és 18. között. A kupát a címvédő Szaúd-Arábia válogatottja nyerte meg, miután a 0–0-s rendes játékidőt és a hosszabbítást követően tizenegyesrúgásokkal 4–3-ra legyőzte Dél-Koreát a döntőben.

## Résztvevők
| - Katar (rendező) - Szaúd-Arábia (címvédő) - Bahrein - Kína - Irán | - Japán - Kuvait - Dél-Korea - Szíria - Egyesült Arab Emírségek |

## Csoportkör
Minden időpont helyi idő szerint értendő. (UTC+3)

### A csoport
| Csapat                  | J | Gy | D | V | Rg | Kg | Gk | P |
| ----------------------- | - | -- | - | - | -- | -- | -- | - |
| Dél-Korea               | 4 | 4  | 0 | 0 | 9  | 2  | +7 | 8 |
| Irán                    | 4 | 2  | 1 | 1 | 3  | 3  | 0  | 5 |
| Katar                   | 4 | 2  | 0 | 2 | 7  | 6  | +1 | 4 |
| Egyesült Arab Emírségek | 4 | 1  | 0 | 3 | 2  | 4  | –2 | 2 |
| Japán                   | 4 | 0  | 1 | 3 | 0  | 6  | –6 | 1 |

| 1988. december 2. 16:00 |

| Irán              | 2–0               | Katar |
| ----------------- | ----------------- | ----- |
| Bávi 6' Piusz 89' | (1–0) Jegyzőkönyv |       |

| al-Ahli Stadion, Doha Nézőszám: 20 000 Játékvezető: Michel Vautrot (francia) |

| 1988. december 3. 15:00 |

| Egyesült Arab Emírségek | 0–1               | Dél-Korea                |
| ----------------------- | ----------------- | ------------------------ |
|                         | (0–1) Jegyzőkönyv | Lee Tae-Ho 8' (11-esből) |

| al-Ahli Stadion, Doha Játékvezető: George Courtney (angol) |

| 1988. december 4. 15:00 |

| Japán | 0–0         | Irán |
| ----- | ----------- | ---- |
|       | Jegyzőkönyv |      |

| Katar SC Stadion, Doha Nézőszám: 4 000 Játékvezető: Samuel Chan (hongkongi) |

| 1988. december 5. 17:00 |

| Katar                           | 2–1               | Egyesült Arab Emírségek |
| ------------------------------- | ----------------- | ----------------------- |
| Muftáh 17' Muszábah 26' (öngól) | (2–1) Jegyzőkönyv | H. Mohammed 35'         |

| Katar SC Stadion, Doha Játékvezető: Erik Fredriksson (svéd) |

| 1988. december 6. 15:00 |

| Dél-Korea                           | 2–0               | Japán |
| ----------------------------------- | ----------------- | ----- |
| Hwang Sun-Hong 13' Kim Joo-Sung 35' | (2–0) Jegyzőkönyv |       |

| Katar SC Stadion, Doha Játékvezető: Szaláh Mohammed (iraki) |

| 1988. december 8. 15:00 |

| Irán      | 1–0               | Egyesült Arab Emírségek |
| --------- | ----------------- | ----------------------- |
| Piusz 27' | (1–0) Jegyzőkönyv |                         |

| Katar SC Stadion, Doha Nézőszám: 4 000 Játékvezető: Steven Ovinis (maláj) |

| 1988. december 9. 17:00 |

| Katar                                 | 2–3               | Dél-Korea                            |
| ------------------------------------- | ----------------- | ------------------------------------ |
| Szalmán 47' (11-esből) 80' (11-esből) | (0–2) Jegyzőkönyv | Csong Hevon 10' 72' Kim Joo-Sung 34' |

| Katar SC Stadion, Doha Játékvezető: George Courtney (angol) |

| 1988. december 10. 15:00 |

| Egyesült Arab Emírségek | 1–0               | Japán |
| ----------------------- | ----------------- | ----- |
| A.A. Mohammed 86'       | (0–0) Jegyzőkönyv |       |

| al-Ahli Stadion, Doha Játékvezető: Ahmad Bás (jordán) |

| 1988. december 11. 17:00 |

| Dél-Korea                                 | 3–0               | Irán |
| ----------------------------------------- | ----------------- | ---- |
| Byun Byung-Joo 26' 57' Hwang Sun-Hong 42' | (2–0) Jegyzőkönyv |      |

| al-Ahli Stadion, Doha Nézőszám: 5 000 Játékvezető: Nezsi Zsujni (tunéziai) |

| 1988. december 12. 17:00 |

| Japán | 0–3               | Katar                     |
| ----- | ----------------- | ------------------------- |
|       | (0–0) Jegyzőkönyv | Hámisz 58' 82' Muftáh 90' |

| al-Ahli Stadion, Doha Játékvezető: Yusuf Namoğlu (török) |

### B csoport
| Csapat       | J | Gy | D | V | Rg | Kg | Gk | P |
| ------------ | - | -- | - | - | -- | -- | -- | - |
| Szaúd-Arábia | 4 | 2  | 2 | 0 | 4  | 1  | +3 | 6 |
| Kína         | 4 | 2  | 1 | 1 | 6  | 3  | +3 | 5 |
| Szíria       | 4 | 2  | 0 | 2 | 2  | 5  | –3 | 4 |
| Kuvait       | 4 | 0  | 3 | 1 | 2  | 3  | –1 | 3 |
| Bahrein      | 4 | 0  | 2 | 2 | 1  | 3  | –2 | 2 |

| 1988. december 2. 18:00 |

| Szíria | 0–2               | Szaúd-Arábia                |
| ------ | ----------------- | --------------------------- |
|        | (0–1) Jegyzőkönyv | al-Mutlak 20' Szuvajjed 82' |

| Katar SC Stadion, Doha Játékvezető: Erik Fredriksson (svéd) |

| 1988. december 3. 17:00 |

| Kuvait | 0–0         | Bahrein |
| ------ | ----------- | ------- |
|        | Jegyzőkönyv |         |

| al-Ahli Stadion, Doha Játékvezető: Vincent Mauro (USA) |

| 1988. december 4. 17:00 |

| Kína                            | 3–0               | Szíria |
| ------------------------------- | ----------------- | ------ |
| Gao Sheng 13' Xie Yuxin 14' 19' | (3–0) Jegyzőkönyv |        |

| Katar SC Stadion, Doha Játékvezető: Mohammed Hanszál (algériai) |

| 1988. december 5. 15:00 |

| Szaúd-Arábia | 0–0         | Kuvait |
| ------------ | ----------- | ------ |
|              | Jegyzőkönyv |        |

| al-Ahli Stadion, Doha Játékvezető: Michel Vautrot (francia) |

| 1988. december 6. 17:00 |

| Bahrein | 0–1               | Kína              |
| ------- | ----------------- | ----------------- |
|         | (0–0) Jegyzőkönyv | Zhang Xiaowen 78' |

| Katar SC Stadion, Doha Játékvezető: Syed Shahid Hakim (indiai) |

| 1988. december 8. 17:00 |

| Szíria     | 1–0               | Kuvait |
| ---------- | ----------------- | ------ |
| Nászer 63' | (0–0) Jegyzőkönyv |        |

| al-Ahli Stadion, Doha Játékvezető: Yusuf Namoğlu (török) |

| 1988. december 9. 15:00 |

| Szaúd-Arábia | 1–1               | Bahrein                   |
| ------------ | ----------------- | ------------------------- |
| Dzsázea 78'  | (0–1) Jegyzőkönyv | F. Mohamed 44' (11-esből) |

| Katar SC Stadion, Doha Játékvezető: Vincent Mauro (USA) |

| 1988. december 10. 17:00 |

| Kuvait                                      | 2–2               | Kína           |
| ------------------------------------------- | ----------------- | -------------- |
| Ádel Abbász 60' (11-esből) Manszúr Bása 62' | (0–1) Jegyzőkönyv | Ma Lin 10' 87' |

| al-Ahli Stadion, Doha Játékvezető: Erik Fredriksson (svéd) |

| 1988. december 11. 15:00 |

| Bahrein | 0–1               | Szíria                     |
| ------- | ----------------- | -------------------------- |
|         | (0–0) Jegyzőkönyv | Abu sz-Szel 72' (11-esből) |

| Katar SC Stadion, Doha Játékvezető: Michel Vautrot (francia) |

| 1988. december 12. 15:00 |

| Kína | 0–1               | Szaúd-Arábia |
| ---- | ----------------- | ------------ |
|      | (0–0) Jegyzőkönyv | Bísi 56'     |

| al-Ahli Stadion, Doha Játékvezető: Mohammed Hanszál (algériai) |

## Egyenes kieséses szakasz
|  |                     |              |              |                     |       |           |           |       |
|  | Elődöntők           | Elődöntők    | Elődöntők    |                     |       | Döntő     | Döntő     | Döntő |
|  | Elődöntők           | Elődöntők    | Elődöntők    |                     |       | Döntő     | Döntő     | Döntő |
|  | december 14. – Doha |              |              |                     |       |           |           |       |
|  |                     |              |              |                     |       |           |           |       |
|  | A1                  | Dél-Korea    | 2            |                     |       |           |           |       |
|  | A1                  | Dél-Korea    | 2            | december 18. – Doha |       |           |           |       |
|  | B2                  | Kína         | 1            |                     |       |           |           |       |
|  | B2                  | Kína         | 1            |                     |       | Dél-Korea | Dél-Korea | 0 (3) |
|  | december 15. – Doha |              |              |                     |       | Dél-Korea | Dél-Korea | 0 (3) |
|  |                     |              | Szaúd-Arábia | Szaúd-Arábia        | 0 (4) |           |           |       |
|  | B1                  | Szaúd-Arábia | Szaúd-Arábia | Szaúd-Arábia        | 0 (4) | 1         |           |       |
|  | B1                  | Szaúd-Arábia |              |                     |       |           |           |       |
|  | A2                  | Irán         | 0            |                     |       |           |           |       |
|  | A2                  | Irán         | 0            | Bronzmérkőzés       |       |           |           |       |
|  |                     |              |              |                     |       |           |           |       |
|  | december 17. – Doha |              |              |                     |       |           |           |       |
|  |                     |              |              |                     |       |           |           |       |
|  | Kína                | Kína         | 0 (0)        |                     |       |           |           |       |
|  | Kína                | Kína         | 0 (0)        |                     |       |           |           |       |
|  | Irán                | Irán         | 0 (3)        |                     |       |           |           |       |
|  | Irán                | Irán         | 0 (3)        |                     |       |           |           |       |

### Elődöntők
| 1988. december 14. 16:00 |

| Dél-Korea           | 2–1 (h. u.)       | Kína          |
| ------------------- | ----------------- | ------------- |
| Lee Tae-Ho 93' 103' | (0–0) Jegyzőkönyv | Mai Chao 100' |

| Katar SC Stadion, Doha Nézőszám: 1 000 Játékvezető: Vincent Mauro (USA) |

| 1988. december 15. 16:00 |

| Szaúd-Arábia | 1–0               | Irán |
| ------------ | ----------------- | ---- |
| Abdulláh 16' | (0–0) Jegyzőkönyv |      |

| Katar SC Stadion, Doha Nézőszám: 17 000 Játékvezető: George Courtney (angol) |

### Bronzmérkőzés
| 1988. december 17. 16:00 |

| Kína | 0–0 (h. u.) | Irán |
| ---- | ----------- | ---- |
|      | Jegyzőkönyv |      |

| al-Ahli Stadion, Doha Nézőszám: 2 000 Játékvezető: Ahmad Bás (jordán) |

|                                 |       | 11-esekkel               |  |
| Duan Ju Wang Baoshan Wu Wenbing | 0 – 3 | Moharrami Piusz Gájegrán |  |

### Döntő
| 1988. december 18. 16:00 |

| Dél-Korea | 0–0 (h. u.) | Szaúd-Arábia |
| --------- | ----------- | ------------ |
|           | Jegyzőkönyv |              |

| al-Ahli Stadion, Doha Nézőszám: 20 000 Játékvezető: Michel Vautrot (francia) |

|                                                                   |       | 11-esekkel                                |  |
| Cho Min-Kook Lee Tae-Ho Byun Byung-Joo Kim Joo-Sung Cho Yoon-Hwan | 3 – 4 | Naíma Abd al-Dzsavád Abdulláh Mutlak Bísi |  |

## Győztes
| Az 1988-as Ázsia-kupa győztese |
| ------------------------------ |
| SZAÚD-ARÁBIA 2. cím            |

## Díjak

### MVP (Legértékesebb játékos)
- Kim Joo-Sung

### Gólkirály
- Lee Tae-Ho - 3 góllal

### Legjobb kapus
- Zhang Huikang

## Gólszerzők
| 3 gólos: - Lee Tae-Ho 2 gólos: - Ma Lin - Xie Yuxin - Farsád Piusz - Byun Byung-Joo - Csong Hevon - Hwang Sun-Hong - Kim Joo-Sung - Ádel Hámisz - Manszúr Muftáh - Hálid Szalmán | 1 gólos: - Fahad Mohammed - Gao Sheng - Mai Chao - Zhang Xiaowen - Karim Bávi - Ádel Abbász - Manszúr Bása - Száleh al-Mutlak - Mohammed asz-Szuvajjed - Fahad al-Bísi - Júszuf Dzsázea - Mádzsed Abdulláh - Valíd Abu sz-Szel - Valíd an-Nászer - Haszan Mohammed - Abd al-Azíz Mohammed öngólos - Muhszin Muszábah (Katar ellen) |

## Külső hivatkozások
- Eredmények az RSSSF honlapján.